# Václav Štěpán (klavírista)
Václav Štěpán (12. prosince 1889 Pečky – 24. listopadu 1944 Praha) byl český klavírista, pedagog, muzikolog, estetik, skladatel a publicista.

## Život
Václav Štěpán se narodil jako jedno ze dvou dětí v rodině ředitele pivovaru Václava Štěpána a Antonie Štěpánové, roz. Kroulové, 12. prosince 1889 v Pečkách na Masarykově nám. č.p. 40. Od útlého dětství žil ale v Praze, kam se jeho rodiče v roce 1894 přestěhovali.
Od svých pěti let se učil hře na klavír v Praze u Josefa Čermáka na Vinohradech, kde absolvoval v roce 1908, kdy zároveň maturoval na Vinohradském gymnáziu. V letech 1904–09 studoval skladbu u Vítězslava Nováka, pak v letech 1909–13 hudební vědu na Filozofické fakultě Univerzity Karlovy v Praze, kde složil doktorát pod vedením Zdeňka Nejedlého. Ve studiích pokračoval roku 1913 a 1914 v Berlíně u Heinricha Kretzschmara a v klavírní třídě Joachyma Kwasta.
Během 1. světové války onemocněl zánětem rohovky. Zánět vyústil v zákal, který bylo v té době možno léčit pouze vyoperováním oka. Charakteristickým znakem jeho vzhledu se tak od té doby stala černá páska přes pravé oko. Vážné onemocnění jej však uchránilo před narukováním na frontu, které se stalo osudným jeho příteli z dob kompozičních studií u V. Nováka Jaroslavu Novotnému. Do roku 1925 bydlel v Kollárově ulici 39 na Královských Vinohradech. 21. června 1924 se Václav Štěpán oženil s dcerou Viléma Kurze Ilonou. V roce 1925 se jim narodil syn Pavel, pozdější známý pianista. 7. listopadu 1925 se celá rodina přestěhovala do novostavby Umělecké Besedy na Malé Straně.
V posledním roce života prodělal Václav Štěpán tři mozkové operace. Zemřel ve věku 54 let 24. listopadu 1944 v Praze. Je pochován na Vyšehradském hřbitově v Praze.

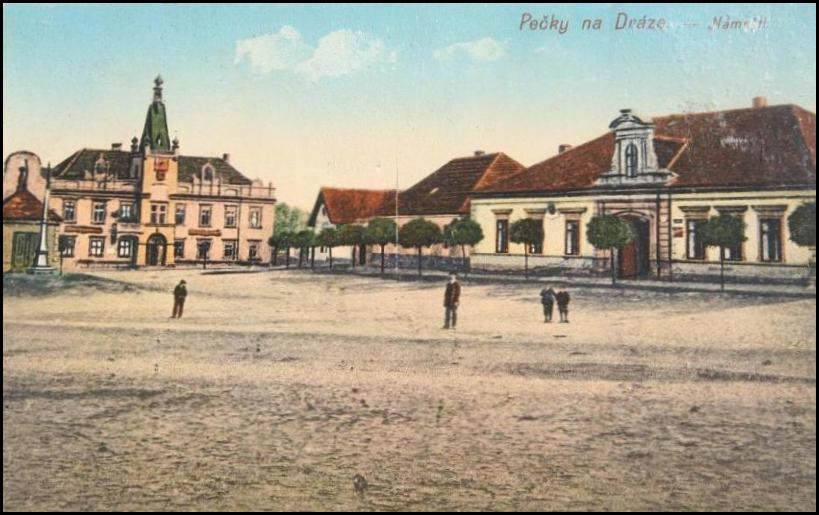
Rodný dům Václava Štěpána

## Skladatel
Roku 1909 byl poprvé veřejně uveden jako skladatel, poslední kompozici dokončil v roce 1921. Věnoval se především menším formám pro komorní obsazení; kromě klavírních skladeb jeho tvorba obsahovala úpravy českých a slovenských písní, klavírní kvintet, klavírní trio, písně s doprovodem klavíru atp. Nejrozsáhlejší, nejvýznamnější a nejvíce hranou skladbou Václava Štěpána je Sextuor pro smyčcové nástroje.

### Hudební dílo
- 5 písní, op. 1,
- Klavírní trio c moll, op. 2,
- Dvanáct českých národních písní, op. 3,
- Čtyři ženské sbory s klavírem, op. 4,
- První jara, třídílný cyklus pro smyčcový kvartet a klavír, op. 5,
- Con umore, 9 miniatur pro klavír, op. 6,
- Duben i máj, 5 písní pro nižší hlas, op. 7,
- Tesklivé sny, fantazie ve formě variací pro klavír, op. 8,
- Národní písně
  - pro mužský sbor, op. 9a,
  - pro ženský sbor, op. 9b,
  - pro smíšený sbor, op. 9c,
- České národní písně, op. 10,
- Sextuor pro smyčcové nástroje, op. 11,
- Pohoda života, hudební báseň pro violoncello a klavír, op. 12,
- Slovenské lidové písně, op. 13,
- Slovenské lidové písně, op. 14.

## Klavírista
Ještě před ukončením Štěpánova studia hry na klavír měla pražská veřejnost možnost poznat v něm mimořádně nadaného sekundanta i sólistu, později žádaného interpreta soudobých děl. Roku 1911 provedl premiéru Pana a Exotikonu Vítězslava Nováka. Významná byla jeho spolupráce s Ševčíkovým-Lhotského kvartetem, v triu s houslistou Jindřichem Bastařem a violoncellistou Františkem Pourem. Jako klavírní virtuos dobyl úspěchů i v zahraničí, zejména v Paříži, kde vystoupil poprvé roku 1919 s Českým kvartetem, dále také v Německu, Velké Británii, Jugoslávii a Švýcarsku. Vystupoval i se svojí chotí Ilonou. Velkolepým vyvrcholením Štěpánovy virtuosní dráhy pak byl koncert uspořádaný k padesátinám Josefa Suka roku 1924, kde osobně souborně provedl oslavencovo klavírní dílo. Na tento počin navázal jeho syn Pavel, který souborné klavírní dílo Josefa Suka nahrál a získal za něj zlatou desku. Od roku 1935 vyučoval Václav Štěpán na Pražské konzervatoři i hru na klavír. Roku 1941 byl jako mimořádný profesor povolán na mistrovskou školu. Po jeho smrti převzala jeho žáky jeho manželka Ilona.

## Spisovatel a publicista
Od roku 1908 publikoval hudební kritiky, články a studie, zejména v Hudební Revui, kde působil od roku 1910. Po zániku Hudební Revue dále v jejích následnických Listech Hudební matice do roku 1928, poté se stalo jeho hlavním publicistickým útočištěm Tempo. Méně často psal pro Lidové Noviny, Naši Dobu, Umělecký měsíčník či Lumír, ze zahraničních listů otiskoval jeho články německý Der Auftakt a francouzské La Revue Musicale nebo Journal des Debats. V rámci své redaktorské činnosti pro Hudební Revui se významně účastnil polemik s konkurenčním listem Smetana, zejména se svým školitelem Zdeňkem Nejedlým; jejich spor vrcholil v letech 1914–16 pří o „pokrokovost“ v hudbě a o Janáčkovu Její pastorkyni. Ze Štěpánovy publicistické činnosti jsou ceněny především hudebně esteticky zaměřené studie a hlavně pak zasvěcené, pohotové a nezaujaté kritiky, ve kterých vynikl i Štěpánův talent literární. Velmi intenzivně pracoval v redakci Ottova slovníku naučného nové doby.
Přínos Václava Štěpána pro hudební vědu spočívá ve dvou disciplínách – v hudební teorii a hlavně v hudební estetice. V prvním případě se jedná o popsání tzv. sémantické analýzy, kterou uplatňoval především při rozborech děl Josefa Suka a Vítězslava Nováka. Nejreprezentativnější Novákovské a Sukovské analýzy shromáždil do knihy Novák a Suk. Nejzásadnějším estetickým dílem Štěpánovým je jeho disertační práce Hudební symbolika a příbuzné zjevy v programní hudbě. Tuto a dalších pět statí, studií, článků a kritik uspořádal k vydání pod názvem Hudebně-estetické práce, k vydání však nedošlo. Štěpán se zaměřoval především na současnou estetickou problematiku (Estetický problém současné hudby), tedy na spor o programní a absolutní hudbu, o Janáčka, o pokrok a konservativismus, o neoklasicismus a neoformalismus atp. Estetiku též vyučoval na pražské konzervatoři, a to v letech 1919–31.

### Výběr z literárního díla
- Mírní konservativci a rozhodní pokrokovci. Situační úvodník (Hudební Revue 7, 1913, s. 1–8).
- Hudební symbolika a příbuzné zjevy v programní hudbě (Hudební Revue 7, 1913, s. 57–61, 119–124, 311–328, 446–455, 508–519).
- Její Pastorkyňa (Hudební Revue 10, 1917, s. 28–40).
- Estetický problém současné hudby (Tempo 7, 1928, s. 227–238).
- Můj poměr k romantismu (Tempo 8, 1929, s. 131–133).
- Dramatický význam Smetanovy polyfonie (Tempo 10, 1932, s. 6–11, 43–46, 91–96, 124–127, 167–168).
- Vincent d'Indy, (Praha 1933).
- Novák a Suk (Praha 1945).
- Ottův slovník naučný nové doby (některá hesla s hudební tematikou)

## Účastník veřejného a hudebního života
Po vzniku Československa se Václav Štěpán přirozeně začal angažovat v reorganizaci struktury hudebního života nového státu. Stal se jednatelem nově vzniklé instituce poradního sboru při hudebním odboru Ministerstva školství a národní osvěty, zapojil se zásadním způsobem do diskuse o "převratu" v České filharmonii a o potřebě národní očisty Josefa Suka v Nejedlým vyvolané aféře týkající se jeho údajného přijetí rakouského státního řádu. Jako klavírista se aktivně účastnil propagace české nové hudby v západních dohodových zemích při hromadné výpravě českých umělců v květnu a červnu 1919 na „Czechoslovak Festival“ do Londýna, která poté pokračovala v Paříži a Švýcarsku, a jí předcházejícím zájezdu Českého kvarteta do Paříže a Holandska. V Paříži navázal styky s mnoha významnými osobnostmi francouzského hudebního světa jako Albertem Rousselem, Vincentem d'Indym, Arthurem Honeggerem nebo Blanche Selvovou.
V roce 1920 byl zvolen místopředsedou nově vzniklého Spolku pro komorní hudbu, který se stal součástí Československé sekce Mezinárodní společnosti pro soudobou hudbu (ISCM), podílející se později spolu s Hudebním odborem Umělecké besedy, jehož byl Štěpán po dlouhá léta významným činovníkem, hlavní měrou na organizaci Mezinárodního festivalu soudobé hudby v Praze v letech 1924 a 1925 (Štěpán byl delegátem Československé republiky v ISCM v Curychu v letech 1924–1925). Ke zmíněným funkcím se připojilo členství v hudebním odboru České akademie věd a umění, které Štěpán přijal v roce 1924.
Spolu s Františkem Jandou a spolkem Umělecká beseda, jehož byl Śtěpán významným činovníkem, založil družstvo Umělecká Beseda, které dokončilo v r. 1925 budovu Umělecká Beseda na Malé Straně v Praze. S Františkem Jandou byli členy (spoluvlastníky) výše uvedeného družstva a v budově Umělecké Besedy bydleli od 7. listopadu 1925. Jejich majetek byl později konfiskován nuceným odkupem za symbolickou cenu.Rodina Václava Štěpána byla z domu na základě rozhodnutí komunistického soudce Miroslava Feráka vystěhována.